# Mikhail Chekhov
Mikhail Aleksandrovich " Michael " Chekhov (São Petersburgo, 29 de agosto de 1891 — Beverly Hills, 30 de setembro de 1955)  foi um ator russo-americano, diretor, autor e criador de arte do teatro. Sua técnica de atuação tem sido usada por atores como Clint Eastwood, Marilyn Monroe, Yul Brynner, e Robert Stack. Constantin Stanislavski se refere a ele como seu aluno mais brilhante. Ele era sobrinho do dramaturgo Anton Chekhov. Embora tenha sido principalmente um ator de palco, fez algumas participações notáveis no cinema, talvez a mais memorável como o analista freudiano em Spellbound de Alfred Hitchcock.

## História
Chekhov foi considerado pelo russo Constantin Stanislavski, também criador de arte do teatro, como um de seus mais brilhantes alunos. Chekhov estudou com Stanislavski no Primeiro Estúdio do Teatro de Arte de Moscou, onde atuou, dirigiu e estudou o Método de Stanislavski. Chekhov, quando experimentou "a memória afetiva" e teve um colapso nervoso, ajudou  Stanislavski em ver as limitações de seus conceitos iniciais da memória emocional. Mais tarde, ele liderou o estúdio sob o nome de Segundo Teatro de Arte de Moscou. Stanislavski passou a considerar o trabalho de Chekhov como uma traição aos seus princípios.
Seu pai era Aleksandr Tchekhov (irmão do dramaturgo Anton Tchekhov) e sua mãe era Natalya Golden, a mais velha de três irmãs judias. A primeira esposa de Chekhov (1915-1919) foi a atriz Olga Knipper nascida Tchekova, a quem ele conheceu no Primeiro Studio do Teatro de Arte de Moscou. (Seu nome é derivado do de sua tia, a esposa de Anton Chekhov.) Ela era uma estrela de cinema na Alemanha. Sua filha, também batizada Olga, nasceu em 1916. Tornou-se uma atriz alemã sob o nome de Ada Tschechowa. Olga Tchekova era filha de Konstantin Knipper e sobrinha e homônima de Olga Knipper, a esposa de Anton Chekhov. Sua segunda esposa foi Xenia Ziller, de origem alemã.
Após a Revolução de Outubro, Chekhov se separou de Stanislavski e excursionou com sua própria empresa. Ele pensava que as técnicas de Stanislavski levavam muito diretamente a um estilo naturalista de desempenho. Ele demonstrou suas próprias teorias em papéis como o senador Ableukhov na versão teatral de "Petersburgo", de  Andrei Bely. No final de 1920, Chekhov emigrou para a Alemanha e montou seu próprio estúdio, ensinando um sistema de treinamento do ator baseado no teatro físico e na imaginação. Ele desenvolveu o uso do "Gesto Psicológico", um conceito derivado da teoria simbolista de Bely. Nesta técnica, o ator fisicaliza uma necessidade do personagem ou uma dinâmica interna na forma de um gesto externo. Posteriormente, o gesto exterior é suprimido e incorporado internamente, permitindo à memória física criar a performance num nível inconsciente. Entre 1930-1935 trabalhou no Teatro Dramático Estatal de Kaunas na Lituânia. Entre 1936 e 1939 Chekhov fundou a Escola de Teatro Chekhov, em Dartington Hall, em Devon, Inglaterra. Em consequência dos acontecimentos na Alemanha, que ameaçavam a eclosão da guerra em 1938, sua escola se mudou para Connecticut, nos Estados Unidos, onde se estabeleceu em um antigo colégio interno de idade, concedendo seus primeiros diplomas em 1939.

## Carreira

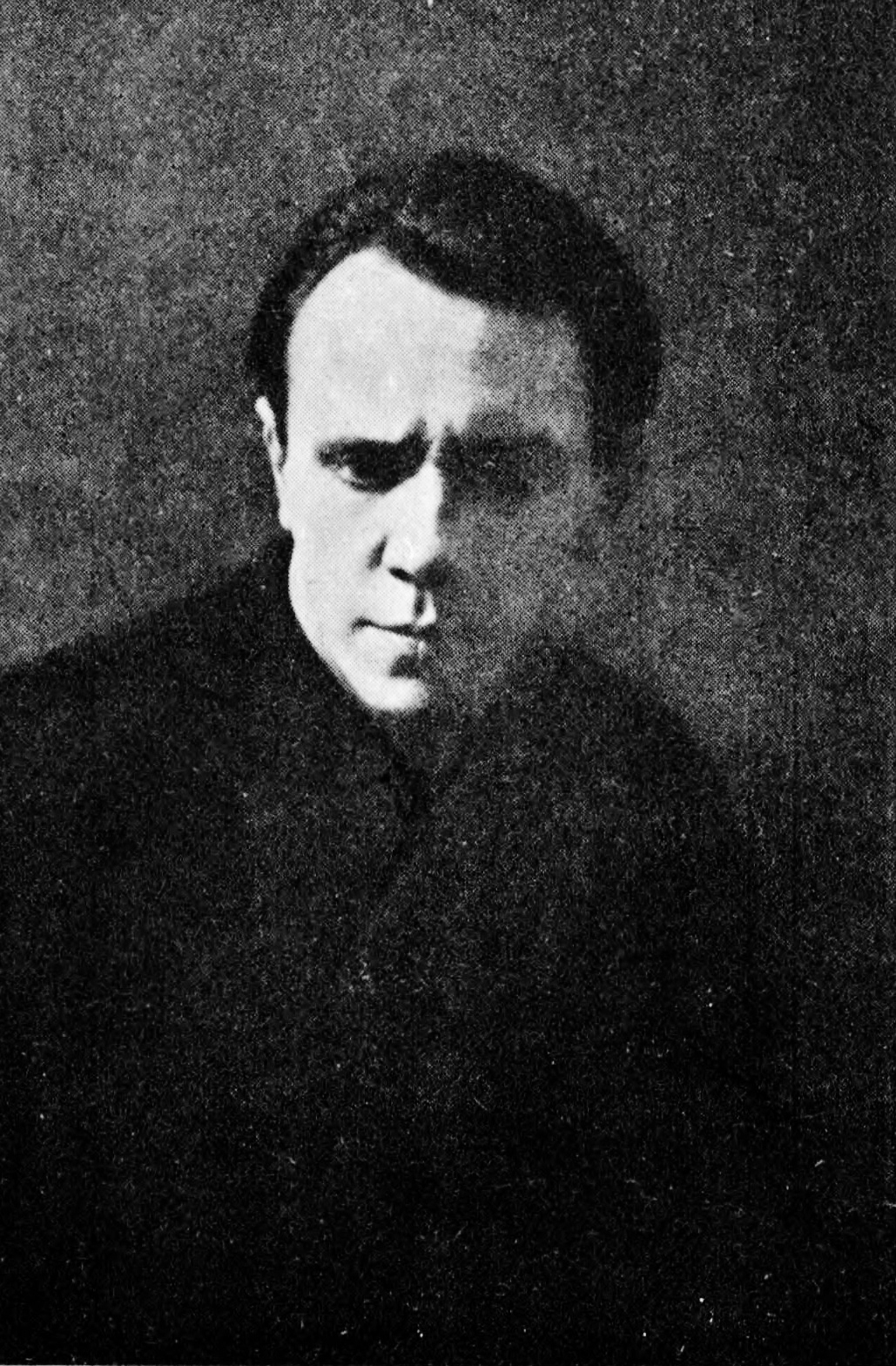

Seguindo a abordagem de Stanislavski, muito do que Chekhov explorou visava a questão de como acessar o si mesmo criativo inconsciente através de meios indiretos não analíticos. Chekhov ensinou uma série de dinâmicas de movimento, tais como moldagem, flutuação, voo, e irradiação que os atores usavam para encontrar o núcleo físico de um personagem. Suas técnicas, embora  aparentemente externas, tinham a intenção de guiar o ator para uma rica vida interior. Apesar de seu brilhantismo como ator e de sua experiência em primeira mão no desenvolvimento do trabalho inovador de Stanislavski, Chekov como professor foi ofuscada pelos americanos dedicados ao mesmo assunto, nas décadas de 1940 e 1950, em sua interpretação do "sistema" de Stanislavski, que ficou conhecido nos Estados Unidos como o Método. O interesse pelo trabalho de Chekhov tem crescido, porém, com uma nova geração de professores. Entre os próprios alunos de Chekhov se incluem  Marilyn Monroe, Anthony Quinn, Clint Eastwood, Mala Powers, Yul Brynner, Patricia Neal, Sterling Hayden, Jack Palance, Elia Kazan, Paula Strasberg, Lloyd Bridges e sua esposa, Dorothy Bridges. No programa de televisão Dentro do Actors Studio, grandes atores como Johnny Depp e Anthony Hopkins citaram o livro de Chekhov como grande influência sobre a sua atuação.
A descrição de Chekhov sobre sua técnica de atuação, "Sobre a Técnica de Interpretação", foi escrita em 1942. Quando reeditada em 1991, teve novos conteúdos adicionados por Mala Powers, tutora de seu acervo. Uma versão abreviada apareceu sob o título de "Para o ator", que foi publicada em 1953 e reeditada em 2002, com prefácio adicional de Simon Callow e novos conteúdos em russo, traduzidos e comentados por Andrei Malaev-Babel. A tradução inglesa da sua autobiografia, "O Caminho do Ator" foi editada por Andrei Kirillov e Bella Merlin e foi publicada pela Routledge em 2005, marcando o 50º aniversário de sua morte. Algumas das palestras de Chekhov estão disponíveis em CD sob o título "Sobre o Teatro e a Arte de Representar".

## ligações externas
- Mikhail Chekhov. no IMDb.